# Parc ștințifico-tehnologic
Parcul științifico-tehnologic este o grupare de persoane juridice și persoane fizice, constituită în baza unui contract de asociere, care include organizații din sfera științei și inovării, alte subiecte reprezentând domenii ale activității de inovare și de transfer tehnologic, agenți economici care valorifică rezultatele științifice și inovațiile prin activități economice.
Regimul juridic de organizare și funcționare a parcurilor științifico-tehnologice este reglamentat de Legea Republicii Moldova nr. 138 din 21.07.2007.
Beneficiile oferite de Parcurile Industriale din Moldova:
- Oferirea asistenței la nivel central și local;
- Utilizarea mai eficientă a bunurilor publice și private;
- Titlu garantat pe o perioadă de 30 de ani companiei administratoare;
- Compania administratoare poate fi rezidentă a parcului industrial pe care îi gestionează;
- Schimbarea destinației terenurilor gratuit;
- Transferul gratuit de terenuri aflate în proprietatea statului la compania administratoare;
- Posibilitatea de a închiria terenurile deținute de stat cu 30% reducere;
- Contribuții de stat pentru dezvoltarea infrastructurii și dezvoltare tehnologică;
- Inspecții limitate și controlate de stat;
- Asistență din partea autorităților locale și a Consiliului de promovare a proiectelor de investiții de importanță națională;
- Stimulente fiscale.